# سید صدرالدین شریعتی
سید صدرالدین شریعتی، که از تاریخ ۱۶ اسفند ۱۳۸۴ تا ۱۰ شهریور ۱۳۹۲ ریاست دانشگاه علامه طباطبایی را بر عهده داشت، حکم انتصاب خود را در مهر ماه ۱۳۸۴، از وزیر علومِ وقت دریافت کرد. با آغاز به کار دولت یازدهم، دورهٔ ریاست وی به پایان رسید. او به تلاش برای تقویت ارزش‌های اسلامی در دانشگاه شناخته می‌شود. در دوران ریاست او، دیدگاه‌های متفاوتی در میان دانشجویان و استادان در خصوص عملکرد نام‌برده، وجود داشت؛ برخی از دانشجویان و استادان با سیاست‌های او مخالف و برخی دیگر موافق بودند.

## اقدامات جنجال‌برانگیز در دانشگاه علامه طباطبایی
- شریعتی در دانشگاه تغییراتی ایجاد کرد و طرح تجمیع دانشگاه را پیگیری کرد. در چهار سال اول ریاست خود بر دانشگاه علامه با ایجاد تغییراتی نظارت‌ها را افزایش داد. او با تغییراتی کلی در جو دانشگاه و بستن فضا به بهانهٔ اسلامی‌کردن دانشگاه، اعتراضات زیادی را برانگیخت. او با تفکیک بعضی از رشته‌ها، مقدمات تضعیف آن‌ها را فراهم کرد.[۷]
- یکی از این اقدامات قبولی تمامی پذیرفته‌شدگان آزمون سراسری دکتری در تکمیل ظرفیت سال ۱۳۹۱ (قریب به ۲۰۰ پذیرش) را پس از ثبت‌نام در دانشگاه از شبانه به پردیس (پولی) تغییر دادند که پیگیری‌های دانشجویان از نهادهای مختلف نیز به جایی نرسید.[۸]
- در تابستان ۱۳۹۲ رئیس دانشگاه علامه طباطبایی در تصمیمی غیرمتعارف، در تعطیلات تابستانی بدون حضور استادان و دانشجویان و کادر امور اداری این دانشگاه، تعداد زیادی از کارکنان و دانشجویان دکترای این دانشگاه را به عضویت هیئت علمی دانشگاه درآورد و برخی دیگر از استادان از جمله جواد کاشانی (استاد حقوق) را بازنشسته کرد. کاشانی؛ کاندیدای بالقوه ریاست آیندهٔ دانشگاه بود.[۹]مهرداد بذرپاش، نماینده کنونی مجلس و از چهره‌های نزدیک به دولت محمود احمدی‌نژاد، و طلوع ملاباشی، دختر معاون دانشجویی کامران دانشجو، وزیر علوم و تحقیقات در دولت احمدی‌نژاد و خواهرزادهٔ حسین شریعتمداری مدیر مسئول روزنامه کیهان از جمله این افرادند.[۱۰][۱۱]
- همچنین دو نفر از فرزندان شریعتی یعنی «سید حسام‌الدین شریعتی» و «نفیسه‌السادات شریعتی» در فاصله کمتر از دو ماه، به عنوان بورسیه به وزارت علوم معرفی شدند.[۱۲]
- در سال ۱۳۸۷ چهار تن از دانشجویان با شکایت شخص شریعتی راهی زندان اوین شدند.[۱۳]
- رفتارها و سیاست‌های او حتی مورداعتراض بسیج دانشجویی قرار گرفت. بسیج دانشجویی دانشگاه با انتشار نامه‌ای خطاب به احمدی‌نژاد اعلام کرد:

«به اطلاع شما می‌رساند شریعتی در اولین اقدام «گروه توسعه» دانشکدهٔ اقتصاد را منحل کرد. وی در واکنش به خبر انحلال گروه توسعه گفت: «تمام اعضای این گروه در یک جریان خاص سیاسی حرکت می‌کردند و حتی برای عدم برگزاری امتحانات اطلاعیه صادر کردند که جلوی این کار گرفته شد و حالا این افراد احساس می‌کنند کار نادرستی انجام داده‌اند و اعلام می‌کنند که گروه منحل شده است.»
این در حالی است که در همان زمان یکی از استادان عضو گروه توسعه این دانشکده گفت: «همهٔ استادان این دانشکده تلاش کرده‌اند که دانشجویان در جلسهٔ امتحانات حاضر شوند و بارها روی این موضوع تأکید داشتند؛ ولی رئیس دانشگاه با اعمال شیوه‌هایی سعی کرد فضا را آرام کنند و امتحانات برگزار شد.»
- اتفاق اخراج مهدی طیب استاد گروه معارف دانشکدهٔ ادبیات با اعتراض چند نماینده روبه‌رو شد. طیب از جمله استادان مخالف ریاست نجفقلی حبیبی بود که در روز تودیع حبیبی به شدت از او انتقاد کرد. تصفیهٔ استادان رویکردی دامنه‌دار بود که در سیاست رئیس دانشگاه علامه جایگاه ویژه‌ای داشت. وی در ادامه روند عملکردی خود در دانشگاه، راهکارهای تازه‌ای را در نظر گرفت که این اقدام بی‌سابقه بود.[۱۴]
- از جمله استادانی که در زمان ریاست وی برکنار، اخراج یا بازنشسته شدند می‌توان از محمدرضا ضیایی بیگدلی، هادی خانیکی، مرتضی مردیها، شهلا اعزازی، پرویز پیران، علی آزمایش، سعید مشیری، محمد محمدی گرگانی، محمد شریف، محمود ختایی، بهروز هادی زنوز و حمیدرضا برادران شرکا و همچنین محمد ستاری‌فر رئیس سابق سازمان مدیریت و برنامه‌ریزی کشور در دولت سید محمد خاتمی نام برد.[۱۵] شریعتی برخی از استادان را به اجبار بازنشسته یا ممنوع‌الورود به دانشگاه کرد و حضور آن‌ها را منوط به هماهنگی با برخی نهادها کرده بود.[۱۶] او خود در مصاحبه با فارس از این اقدام به نام کودتا یاد کرد.[۱۷] اتاق برخی از استادان در غیاب آن‌ها به دستور وِی تخلیه و دست‌نوشته‌ها و اسنادشان به انباری و آبدارخانه منتقل شد.[۱۸][۱۹]
- صدرالدین شریعتی، رئیس دانشگاه علامه طباطبایی، در شهریور سال ۹۱گفت: «در ۳۲۲۰ کلاس درس این دانشگاه جداسازی صورت گرفته است.» شریعتی تأکید کرد که در این دانشگاه، کلاس‌های همهٔ رشته‌ها جداسازی شده‌اند، مگر در مواردی که این تفکیک باعث می‌شده تا ظرفیت برخی از کلاس‌ها به «دو تا سه نفر» برسد.[۲۰]
- رئیس دانشگاه از راه‌اندازی «پردیس دختران» خبر داد. شریعتی گفت که هدف از این کار این است که می‌خواهیم به دانشجویان دختر، حرمت بیشتری دهیم و حتی استادان خانم را هم در پردیس دختران جذب می‌کنیم.»[۲۱]

شریعتی مدعی شد به دنبال جداسازی جنسیتی کلاس‌های درس، که پیش از این آغاز شده، معدل دانشجویان بالا رفته، پرونده‌های انضباطی کم شده و همچنین مشروطی در میان دانشجویان ۵۰درصد پایین آمده است.
- در کنکور سال ۹۰ چند کد رشته از رشته‌های دانشگاه علامه طباطبایی حذف شد. اعتراض‌ها باعث شد که سازمان سنجش برخی کد رشته‌ها را به دفترچه انتخاب رشته بازگرداند.[۲۳]

در سال نود و یک، از میان ۱۹ کد رشته اعلام‌شده، ۶ رشته (مدیریت هتلداری، مدیریت صنعتی، حسابداری، مددکاری اجتماعی، علوم اجتماعی، راهنمایی و مشاوره) صرفاً پذیرش مرد و سه رشته (علوم سیاسی، علوم تربیتی، کتابداری و اطلاع‌رسانی) صرفاً پذیرش زن داشتند.
همچنین در سال نود و دو تعداد کد رشته‌های اعلام‌شده برای پذیرش، به ۱۶ کد رشته رسید.

## بیانیه انجمن اسلامی دانشگاه علامه طباطبایی
خبرگزاری فارس در مقاله مدعی شد که انجمن اسلامی دانشجویان دانشگاه علامه طباطبایی در دفاع از شریعتی نامه‌ای به رئیس قوهٔ قضائیه نوشته و خواستار برخورد با توهین برخی رسانه‌ها به دکتر شریعتی، رئیس این دانشگاه، شد. در این نامه منتصب به انجمن اسلامی چینین آمده است: «به خوبی در یاد دارید که چه کسانی با دستور اربابان فتنه‌انگیزی کرده و به فرمودهٔ مقام مقام معظم رهبری «کشور را تا لبهٔ پرتگاه بردند». اکنون همان جماعت در چرخ افتاده و در حال تکرار داستان غمبار مطبوعات و رسانه‌های فاسدی هستند که روزی رهبر جمهوری اسلامی، آنها را توپخانه رسانه‌ای دشمنان اسلام و مصداق اتم و اکمل شارلاتانیزم مطبوعاتی خواندند.»
از سویی انجمن اسلامی با انتشار بیانه‌ای، حمایت از شریعتی را تکذیب کرد و بیان کرد که این نامه جعلی بوده و ارتباطی به انجمن اسلامی دانشگاه علامه طباطبایی ندارد. در قسمتی از این نامه آمده است: «نمی‌دانیم چه فرد یا اندک افرادی به نام انجمن اسلامی دانشگاه علامه طباطبایی بیانیه صادر می‌کنند و در حمایت از رئیس این دانشگاه سخن به میان می‌آورند و ما تریبونی برای ابراز عقیده نداریم، رسانه‌ای در اختیار نداریم و هرچه را بخواهند به ما نسبت می‌دهند.»

## برکناری در دولت یازدهم
پس از تشکیل دولت تدبیر و امید، در روز یکشنبه دهم شهریورماه ۱۳۹۲ با حکم جعفر توفیقی، سرپرست وزارت علوم، تحقیقات و فناوری حسین سلیمی به‌عنوان سرپرست دانشگاه علامه طباطبایی تعیین شد.
وی دومین رئیس دانشگاه بود که با آغاز فعالیت دولت جدید برکنار شد. وی پس از برکناری در مصاحبه‌ای با کیهان دلیل برکناری استادان دانشگاه را ارتباط آنان با دختران مردم دانست. همچنین گفت: «خدا می‌داند چه صحنه‌هایی دارم که اگر بگویم استخوان‌ها می‌ترکد.» پس از برکناری وی حسین شریعتمداری سرمقاله‌‌نویس کیهان به صراحت حسن روحانی رئیس‌جمهوری اسلامی را مورد حمله قرار داد و نوشت: «باید از جناب روحانی پرسید، آن کلید کذایی که در تبلیغات ریاست جمهوری به مردم نشان دادید و بعدها نیز بارها به آن اشاره فرمودید، کلید حل مشکلات بود یا سوئیچ‌ بولدوزر؟! چرا که کار از «داس» و امثال آن گذشته است.»
حمیدرضا آیت‌ اللهی رئیس پژوهشگاه علوم انسانی و استاد فلسفه دانشگاه علامه طباطبایی در نامه‌ای سرگشاده دست به افشاگری زد و گفت: «نکند آن دانشجویانی که برای ایشان جاسوسی می‌کرده‌اند برای آنکه استادی در قبال خواسته ناحق آن‌ها مقاومت کرده بود برای انتقام، چنین اتهام‌هایی را مطرح کرده‌اند تا هم نمره‌ای به دست آورند و هم بتوانند در دوره‌های بالاتر بدون آزمون وارد شوند؟ واقعاً چند مورد از آن اتهام‌هایی که ایشان زده‌اند در دادگاه صالحه محکومیت یافته است؟.»
همچنین مصاحبه شریعتی با واکنش بیش از ۱۳۰ استاد دانشگاه علامه مواجه شد و با محکوم‌کردن این اظهارات موهن، خواستار تشکیل کمیتهٔ حقیقت‌یاب شدند. همچنین این استادان از جعفر توفیقی به‌دلیل برکناری شریعتی تشکر کردند. حسین سلیمی در روز تودیع و معارفه اعلام کرد در حوزهٔ علمی در برخی از زمینه‌ها تبدیل به آموزشگاه شده‌ایم، در حالی که ما باید دانشگاه باشیم. شریعتی در این مراسم شرکت نکرد.